# تان كوك واي
تان كوك واي (بالملايوية: Tan Kok Wai)‏ هو سياسي ماليزي، ولد في 7 أكتوبر 1957 في نكري سمبيلن في ماليزيا. حزبياً، نشط في حزب العمل الديمقراطي (ماليزيا). وقد انتخب عضو ديوان الرعية ‏ عن دائرة Cheras (federal constituency) ‏ وقد انضم خلال فترته النيابية ‏  للكتلة البرلمانية تحالف الأمل (ماليزيا).